# Арифурэта: Сильнейший ремесленник в мире
«Арифурэта: Сильнейший ремесленник в мире» (яп. ありふれた職業で世界最強 Арифурэта сёкугё: дэ сэкай сайкё:) — изначально серия ранобэ, написанная Рё Сиракомэ. Впервые начала публиковаться в виде веб-романа на сайте Shōsetsuka ni Narō в 2013 году. С 2015 года печатается издательством Overlap с иллюстрациями Такаяки. В 2017 году был опубликован приквел «Арифурэта: Сильнейший ремесленник в мире. Zero». И оригинал, и приквел были адаптированы в виде манги и публикуются в журнале Comic Gardo, а также была выпущена манга в формате ёнкома «Арифурэта: Обычные деньки сильнейшего в мире». Аниме-адаптация истории создана студиями White Fox и Asread. Ее премьера состоялась 8 июля 2019 года. 7 октября 2019 года на официальном сайте появился анонс 2 сезона аниме.
Электронной публикацией манги в России занимается издательство «Истари комикс».

## Сюжет
17-летний Хадзимэ Нагумо — отаку, над которым издеваются все одноклассники из-за отношений с его подругой и кумиром класса Каори. Но то, что должно было стать реальным сном любого отаку, быстро превращается в его кошмар. Однажды весь его класс с преподавателем переносятся в фантастический мир, все его одноклассники получают мощные магические способности, в то время как Хадзимэ получает только способность преобразовывать твёрдые материалы, обычно встречающуюся у мастеров и кузнецов. Во время рейда в подземелье он был предан одним из одноклассников и упал на дно ущелья. Он переживает падение и создаёт оружие, чтобы вырваться из темницы и стать сильнее. Во время своего путешествия он встречается с заключенной в тюрьму вампиршей Юэ, а позже к нему присоединяются девочка-кролик, дракон и другие. Что ждет его на глубине и сможет ли он выбраться и выжить?

## Персонажи

### Главные герои
Хадзимэ Нагумо (яп. 南雲 ハジメ Нагумо Хадзимэ) — во время первого похода в подземелье Оркус, весь класс попадает в ловушку, из-за чего начинается отчаянная битва на смерть против сильного демона Бегемота. Пытаясь хоть чем-то помочь товарищам, Нагумо применяет свои навыки преобразования земли и пытается задержать демона, чтобы дать ребятам время уйти в безопасное место. В какой-то момент ему удается дезориентировать демона, и Нагумо пытается сбежать. Но, в результате несчастного случая (на деле специально подстроенной атакой, учиненной его одноклассником), он прямиком падает в бездну подземелья. Вопреки всем ожиданиям, ему удается выжить после падения в бездну. Почти сразу после пробуждения Хадзимэ атакует монстр, который откусывает ему левую руку. Спасаясь бегством, он случайным образом натыкается на особо редкий минерал с эффектом исцеления. В течение нескольких дней он пребывает в крайне нестабильном психическом состоянии, в результате чего прежняя личность героя ломается, и Хадзимэ меняется до неузнаваемости. Некоторое время он осваивается в подземелье и вырезает любое демоническое существо, попадающееся на его пути. После, всех тех демонов, которых убивал, стал съедать и чуть не умер, но благодаря целительному минералу лишь мутировал в гибрида, из-за чего обрел многие демонические навыки. Немногим позже, натыкается на место, в котором содержится Юэ и спасает ее от долгого заключения. Уже вместе с ней Хадзимэ покоряет подземелье, и в один прекрасный день они доходят до последнего этажа и получают «Магию эпохи Богов». Хадзимэ решает во что бы то ни стало покорить все 8 подземелий, заполучить все божественные силы и с помощью них вернуться в свой родной мир.
Сэйю: Тосинари Фукамати
Юэ (яп. ユエ Юэ) — Принцесса-вампир, которая была предана и заключена в тюрьму её дядей и хранителями в нижней части Лабиринта Оскара Оркуса в течение 300 лет, пока Хадзимэ не обнаружил и не освободил её.
Сэйю: Юки Кувахара
Каори Сирадзаки (яп. 白崎 香織 Сирадзаки Каори) впервые встретилась с Хадзимэ ещё в средней школе. Увидев, как он вступился за старушку перед хулиганом, она неосознанно влюбилась в него. Однако Каори осознала свои чувства только после того, как Хадзимэ упал в бездну, также оказалась единственной, кто не верил в смерть парня. При повторной встрече была напугана тем, каким жестоким стал Хадзимэ, но быстро переборола страх и призналась ему в любви, после присоединилась к нему в его путешествии. Уже после первой встречи увидела в Юэ соперницу, из-за чего часто конфликтует с ней за сердце Хадзимэ. Каори часто говорят, что она очень легкомысленна и смущена. Она имеет тенденцию говорить и делать смущающие вещи, не думая о своем окружении. Это всегда вызывало у Сидзуку и Хадзимэ много неприятностей в прошлом, потому что она не понимала того внимания, которое получала. Она всегда не знала о том, что многие мальчики вокруг неё испытывают к ней чувства, разбив у многих их сердца, не замечая этого. Вернувшись в Японию, она стала одной из жен Хадзимэ.
Сэйю: Саори Ониси
Тио Кларс (яп. ティオ・クラルス Тио Курарусу) — Представительница расы рюдзин (драконолюды). Мазохистка до мозга костей, из-за чего Хадзимэ Нагумо и Юэ моментально стали презирать её. Впоследствии искренне влюбляется в Хадзимэ. Хотя порой она извращенная женщина, она также умна, дает полезные советы, когда требуется время.
Сэйю: Ёко Хикаса
Сиа Хаулия (яп.  シア・ハウリア Сиа Хауриа) — Девочка-кролик, с которой сталкиваются Хадзимэ и Юэ. У нее есть способность заглядывать в будущее, также она использует кувалду в качестве своего оружия. Добивается от Хадзимэ взаимности и становится его второй девушкой.
Сэйю: Минами Такахаси
Мю (яп.  ミュウ Мю:) — молодая девочка Мерман из Эрисена, которую похитили, чтобы продать как рабыню, но ее спасли Хадзимэ и Сиа, когда они встретили её в Фюрене. Первоначально она называла Хадзимэ братиком, но позже стала называть папой.
Сэйю: Юй Огура
Лилиана С. Б. Хайлих (яп.   リリアーナ・С・Б・ハイリヒ Ририана · С · Б · Хайрихи) — Принцесса королевства Хайлих. Перед церемонией была почти изнасилована своим женихом, но её спас Хадзимэ, отчего Лилиана влюбилась в него. Впоследствии стала одной из его жён.

### Антагонисты
Дайсуке Хияма (яп. 檜山 大介 Хайяма Дайсукэ) — Во время похода в подземелье Оркуса тайно атаковал Хадзимэ огненной магией, заставив его упасть в бездну. Узнав, что Хадзимэ жив, в страхе пытался это отрицать. Имеет маниакально желание обладать Каори, из-за чего заключил сделку с Эри Накамурой и помог ей убить всех королевских рыцарей. Впоследствии был убит Хадзимэ.
Сэйю: Минору Сираиси
Иштар Лангбард (яп. イシュタル・ランゴバルド Исиютару·рангобарудо) — Последователь божества Эхита, который призвал класс Хадзимэ Нагумо в Тортус. Во время нападения демонов на столицу поддерживает апостола Нойнто в битве против Хадзимэ, но погибает от рук Айко и Тио, уничтоживших его церковь.
Сэйю: Сёто Касии
Эри Накамура (яп. 中村 絵里 Накамура Эри) — Когда отец девочки умер, спасая её от несчастного случая, мать нашла другого мужчину. Сама Эри была любима матерью лишь потому, что была дочерью своего отца, и после его смерти потеряла эту любовь. Отчим часто избивал Эри, в результате позже был заключён в тюрьму. Мать же обвинила Эри в соблазнении своего нового мужа, отчего Эри впала в депрессию до тех пор, пока не встретила Коки Аманогаву, спасшего девушку от попытки самоубийства. Она влюбилась в него, но быстро осознала, что он не испытывает к ней чувств, а просто ведёт образ героя. Это побудило в ней маниакальное желание обладать им. Из-за этого Эри впоследствии примкнула к демонам и предала своих одноклассников, сумев заполучить контроль над Коки. Погибла, использовав самоуничтожение. Перед смертью призналась, что её жизнь была бы лучше, если бы она познакомилась в детстве с Судзу, а не с Коки
Сэйю: Асука Ниси
Юкитоси Симидзу (яп. 清水 幸利 Симидзу Юкитоси) — Одноклассник Хадзимэ Нагумо. До призыва был скрытым отаку, постоянно воображавшем себя героем, который спасает параллельные миры. После долгожданного призыва, заметив, что обожаемым героем для девушек стал не он, а Коки Аманогава, впал в отчаяние. Начал изучать чёрную магию, способную повлиять на разум других людей. Питаемый этой жадностью, он примкнул к демонической расе и взял под контроль множество демонических особей, натравив их на Ул и поставив себе цель убить Айко Хатаяму. Был остановлен и убит Хадзимэ.

## Медиа

### Ранобэ
Рё Сиракомэ первоначально опубликовал серию в виде веб-романа на пользовательском контент-сайте Shōsetsuka ni Narō. В период с 7 ноября 2013 года по 31 октября 2015 года основной сюжет длился 8 томов. За ним последовали три пост-истории и дополнительная история. Серия была взята для публикации издательством Overlap, и издатель выпустил первый том с иллюстрациями Такаяки под импринтом Overlap Bunko в июне 2015 года. Когда было объявлено, что адаптация аниме отложена до 2019 года, 8 том ранобэ также был отложен на месяц, с марта на апрель 2018 года.
Cерия приквелов под названием «Арифурэта: Сильнейший ремесленник в мире. Zero» начала публиковаться в декабре 2017 года. Цифровое издательство J-Novel Club лицензировало серию для выпуска на английском языке и опубликовало первую главу 21 февраля 2017 года. Во время своего визита на Anime Expo 2017 Seven Seas Entertainment объявили, что они опубликуют печатную версию романов в рамках их сотрудничество с J-Novel Club. J-Novel Club также лицензировал Arifureta Zero.

### Манга
Адаптация манги от RoGa была опубликована на веб-сайте Ovelap Comic Gardo 22 декабря 2016 года. Первый том был опубликован три дня спустя, 25 декабря, в связи с выпуском пятого тома ранобэ. Серия была лицензирована компанией Seven Seas Entertainment. Дополнительное произведение в виде ёнкомы от Мисаки Мори под названием «Арифурэта: Обычные деньки сильнейшего в мире» начала издаваться на сайте Comic Gardo в издательстве Overlap 11 июля 2017 года. Американское издательство Seven Seas Entertainment объявило о своей лицензии на серию 10 января 2019 года.

### Радиопостановка
25 декабря 2017 года и 25 апреля 2018 года была выпущена серия из двух радиопостановок с 7 и 8 томами ранобэ. Радиопостановку озвучивали те же сэйю, что и аниме.

### Аниме
Анонсирована адаптация аниме-сериала. Изначально сериал планировалось выпустить в апреле 2018 года на Tokyo MX, AT-X и других каналах, но в январе 2018 года его выпуск был отложен из-за «различных обстоятельств». Новая премьера сериала запланирована на июль 2019 года. Изначально сериал должен был снять Дзюн Камия, а сценарий написать Кадзуюки Фудэясу с участием анимационной студии White Fox, а также дизайнером персонажей Ацуо Тобэ, который также был бы главным режиссёром анимации. Однако после отсрочки 29 апреля 2018 года было объявлено, что кресло режиссёра займет Ёсимото Киндзи, а студия Asread присоединится к White Fox в качестве дополнительного аниматора. Кроме того, Тика Кодзима сменил Ацуо Тобэ в качестве дизайнера персонажей, чтобы адаптировать оригинальные дизайны Такаяки, а Кадзуюки Фудэясу оставил свою должность сценариста, сменившись на Сёити Сато и Ёсимото Киндзи.
Премьера сериала состоялась 8 июля 2019 года на AT-X, Tokyo MX, Sun Television и BS11. Аниме состояло из 13 эпизодов. 25 декабря 2019 года и 26 февраля 2020 года были выпущены две оригинальные OVA. В США и Канаде лицензированием на английском языке занималась Funimation. 7 октября 2019 года на официальном сайте появился анонс 2 сезона.

#### Список серий
| 1 | Монстр из Бездны «奈落の底の化け物» (The Monster of the Abyss)                                      | 22 июля 2019 г./    |
| Эпизод начинается с Хадзимэ Нагумо, брошенного в пропасть Лабиринта Оркуса. Внизу он быстро находит монстров сильнее, чем когда-либо видел. Один из них, выглядящий как медведь, отгрызает его руку и есть у него на глазах. Хадзимэ сбегает, прочищая свой путь глубоко под землю. По счастливой случайности он находит Божественный Камень, который создаёт постоянный, почти неограниченный запас Амброзии, позволяя ему остановить кровотечение из своей недостающей руки. В нескольких воспоминаниях рассказывается, что Хадзимэ был сброшен в пропасть одним из его одноклассников после попытки спасти Каори от Бегемота. Хадзимэ застрял в Бездне и начинает ломаться из-за сильного голода. В конце концов он теряет рассудок и начинает охотиться на чрезвычайно сильных волков, используя ловушки. Его тело трансформируется, становясь намного сильнее благодаря постоянному исцелению его мышц, которые продолжают разрываться на части от симбиоза его ДНК и поедаемых им монстров. После трансформации он использует свое умение «Трансмутация» для создания мощного оружия методом проб и ошибок, в конце концов создав свой первый пистолет: Доннер. С его помощью Хадзимэ отсреливает кроликов и того самого медведя, после чего начинает искать путь на поверхность. | |                     |
| 2 | Ящик Пандоры «パンドラの箱» (Pandora's Box)                                                         | 15 июля 2019 г.     |
| Хадзимэ продолжает проникать в лабиринт, становясь сильнее с каждым поглощенным монстром, пока не находит маленькую девочку, заключённую в кристалл. | |                     |
| 3 | Золотая принцесса вампиров «黄金の吸血姫» (The Golden Vampire Princess)                             | 22 июля 2019 г.     |
| Хадзимэ освобождает девушку, бессмертного вампира, которой он даёт новое имя Юэ, и они вместе начинают исследовать лабиринт. | |                     |
| 4 | Внутренний хранитель «最奥のガーディアン» (Guardian of the Depths)                                  | 29 июля 2019 г.     |
| Хадзимэ и Юэ наконец прибывают на дно лабиринта и сражаются с монстром-боссом в битве на смерть. | |                     |
| 5 | Резиденция повстанцев «反逆者の住処» (The Maverick's Lair)                                          | 5 августа 2019 г.   |
| Покорив лабиринт, Хадзимэ и Юэ собирают его сокровища и узнают его секреты, готовясь продолжить свое путешествие. | |                     |
| 5.5 | Краткое описание Великого Лабиринта Оркуса «総集編 オルクス大迷宮» (Omnibus: Great Orcus Labyrinth) | 12 августа 2019 г.  |
| Краткий пересказ эпизодов 1–5. | |                     |
| 6 | Бесполезный кролик «残念なウサギ» (Worthless Rabbit)                                                | 19 августа 2019 г.  |
| Вернувшись на поверхность, Хадзимэ и Юэ встречают Сиа, девушку-кролика, способную заглянуть в будущее и ожидающую их прибытия, чтобы попросить о помощи. | |                     |
| 7 | Большой Лабиринт Райзен «ライセン大迷宮» (Great Reisen Labyrinth)                                   | 26 августа 2019 г.  |
| Хадзимэ, Юэ и Сиа вместе исследуют Большой лабиринт Райзен и сталкиваются с его владельцем. | |                     |
| 8 | Воссоединение с прошлым «過去との再会» (Reunion with the Past)                                      | 2 сентября 2019 г.  |
| Покорив второй Лабиринт, Хадзимэ и его группа отправились в следующий город, где Хадзимэ неожиданно встретил своего школьного учителя Айко Хатаяму. | |                     |
| 9 | Убийца Драконов «黒竜を穿つ者» (Dragon Slayer)                                                      | 9 сентября 2019 г.  |
| Хадзимэ и компания начинают спасательную миссию, на которой сталкиваются с мощным драконом. После проигрыша он проявляет себя как Тио Кларс, полудракон, который решает вступить в партию. | |                     |
| 10 | Меч богини «女神の剣» (The Goddess' Sword)                                                          | 16 сентября 2019 г. |
| Хадзимэ отвечает на просьбу Айко защитить город от подавляющей армии монстров. В связи с этим Хадзимэ узнает, что монстров возглавляет один из его одноклассников, который предал других. | |                     |
| 11 | Праздник монстров «モンスターの休日» (The Monsters' Day off)                                        | 23 сентября 2019 г. |
| Расставшись с Айко, партия Хадзимэ продолжает свой путь, в конце концов встречая молодую русалку по имени Мю и решая защитить ее от преступного синдиката. | |                     |
| 12 | Надвигающаяся тень «迫り来る影» (A looming Shadow)                                                  | 30 сентября 2019 г. |
| Вернувший в город, куда его изначально призвали, Хадзимэ узнаёт, что его одноклассники нападают на мощного демона в Лабиринте Оркуса. | |                     |
| 13 | Лучшее из худших «最悪であることで最高» (The Best at Being the Worst)                               | 7 октября 2019 г.   |
| Хадзимэ и его команда победили демона и с легкостью спасли его одноклассников. После битвы одноклассница Хадзимэ Каори Сирасаки заявляет о своей любви к нему и решает сопровождать его. | |                     |
| OVA-1 | Дневник Юэ «ユエの日記帳» (Yue's Diary)                                                             | 25 декабря 2019 г.  |
| OVA-2 | Горячий источник, где цветет романтика «なれそめ温泉» (The Hot Spring Where Romance Blooms)         | 26 февраля 2020 г.  |

## Критика
В первой половине 2017 года произведение стало 27-м бестселлером из серий ранобэ, продано 84 372 экземпляра. Ребекка Сильверман из Anime News Network наслаждалась произведением, восхваляя его за центральную предпосылку. Однако она критиковала роман за описание романтических отношений между Хадзимэ и Юэ, которые она назвала «нездоровыми». Однако с выходом аниме-адаптации сериал был подвергнут крайне резкой и при этом негативной критике. Кристофер Фаррис из Anime News Network сослался на то, что производственные проблемы являются основными причинами провала сериала. Фаррис указывает на убитое качество анимации и первый эпизод, который оставил зрителей в полном недоумении, поскольку в нём пропущена большая часть оригинального ранобэ.

## Примечание
1. 1 2  Hodgkins, Crystalyn. Arifureta: From Commonplace to World's Strongest TV Anime Delayed to 2019. Anime News Network (15 января 2018). Дата обращения: 15 января 2018. Архивировано 5 апреля 2019 года.
2. 1 2 3 4 5 6 7 8  Loo, Egan. Arifureta: From Commonplace to World's Strongest Alternate-World Light Novels Get TV Anime. Anime News Network (2 декабря 2017). Дата обращения: 2 декабря 2017. Архивировано 28 декабря 2017 года.
3. ↑  ドラマCD第2弾に出演する白崎香織役のキャスト公開!! (неопр.). Arifureta.com (10 февраля 2018). Дата обращения: 27 марта 2018. Архивировано 21 мая 2019 года.
4. ↑  ありふれた職業で世界最強 (яп.). Shōsetsuka ni Narō. Дата обращения: 17 августа 2018. Архивировано 9 февраля 2015 года.
5. ↑  ありふれた職業で世界最強　零 1 (яп.). Overlap. Дата обращения: 2 декабря 2017. Архивировано 7 декабря 2017 года.
6. ↑  Mateo, Alex. J-Novel Club Licenses Arifureta Zero Prequel Novel. Anime News Network (28 декабря 2017). Дата обращения: 28 декабря 2017. Архивировано 29 декабря 2017 года.
7. ↑  オーバーラップのWebマンガ誌が誕生、なろう小説マンガ版やオリジナル作品も (яп.). Natalie (22 декабря 2016). Дата обращения: март 2018. Архивировано 16 апреля 2022 года.
8. ↑  Ressler, Karen. Seven Seas Licenses Arifureta Manga, Didn't I Say to Make My Abilities Average in the Next Life?! Light Novels & Manga. Anime News Network (11 сентября 2017). Дата обращения: 3 декабря 2017. Архивировано 27 февраля 2018 года.
9. ↑  Ressler, Karen. Seven Seas Licenses The Cornered Mouse Dreams of Cheese, Ghostly Things Manga, Arifureta Spinoffs. Anime News Network (10 января 2010). Дата обращения: 10 января 2019. Архивировано 29 июля 2019 года.
10. ↑  Funimation. Funimation Turns Up the Heat with Their Summer 2019 Lineup! www.funimation.com. Дата обращения: 3 июля 2019. Архивировано 12 апреля 2021 года.
11. ↑  ありふれた職業で世界最強 Blu-ray BOX① (яп.). Overlap. Дата обращения: 30 июня 2019. Архивировано 10 августа 2020 года.
12. 1 2  ありふれた職業で世界最強 Blu-ray BOX② (яп.). Overlap. Дата обращения: 30 июня 2019. Архивировано 10 августа 2020 года.
13. 1 2  ありふれた職業で世界最強 Blu-ray BOX③ (яп.). Overlap. Дата обращения: 30 июня 2019. Архивировано 5 июля 2019 года.
14. ↑  Sherman, Jennifer. Arifureta - From Commonplace to World's Strongest Anime Reveals TV Ad, Visual, July 8 Premiere. Anime News Network (3 июня 2019). Дата обращения: 3 июня 2019. Архивировано 21 сентября 2019 года.
15. ↑  Pineda, Rafael Antonio. Arifureta: From Commonplace to World's Strongest TV Anime Unveils New Visual, July 2019 Premiere. Anime News Network (20 декабря 2018). Дата обращения: 20 декабря 2018. Архивировано 13 мая 2020 года.
16. ↑  ありふれた職業で世界最強 第1話 (яп.). Tokyo MX. Дата обращения: 30 июня 2019. Архивировано 15 мая 2021 года.
17. ↑  ありふれた職業で世界最強 第2話 (яп.). Tokyo MX. Дата обращения: 16 июня 2019. Архивировано 15 мая 2021 года.
18. ↑  ありふれた職業で世界最強 第3話 (яп.). Tokyo MX. Дата обращения: 23 июня 2019. Архивировано 15 мая 2021 года.
19. ↑  ありふれた職業で世界最強 第4話 (яп.). Tokyo MX. Дата обращения: 30 июня 2019. Архивировано 15 мая 2021 года.
20. ↑  ありふれた職業で世界最強 第5話 (яп.). Tokyo MX. Дата обращения: 6 августа 2019. Архивировано 15 мая 2021 года.
21. ↑  総集編 オルクス大迷宮 (яп.). Tokyo MX. Дата обращения: 13 августа 2019. Архивировано 15 мая 2021 года.
22. ↑  ありふれた職業で世界最強 第6話 (яп.). Tokyo MX. Дата обращения: 20 августа 2019. Архивировано 15 мая 2021 года.
23. ↑  ありふれた職業で世界最強 第7話 (яп.). Tokyo MX. Дата обращения: 27 августа 2019. Архивировано 15 мая 2021 года.
24. ↑  Loo, Egan. Top-Selling Light Novels in Japan by Series: 2017 (First Half). Anime News Network (1 июня 2017). Дата обращения: 2 декабря 2017. Архивировано 10 октября 2017 года.
25. ↑  Silverman, Rebecca. Spring 2017 Manga Guide: Light Novel Roundup. Anime News Network (2 июня 2017). Дата обращения: 2 декабря 2017. Архивировано 18 июля 2017 года.